# 巴拉巴希夫卡 (洛佐瓦區)
49°1′47″N 36°14′19″E / 49.02972°N 36.23861°E
巴拉巴希夫卡（羅馬化：Barabashivka）是位於烏克蘭東部的村莊，由哈爾科夫州洛佐瓦區的洛佐瓦市鎮負責管轄。該村始建於1820年，面積0.37平方公里，海拔高度148米，2001年人口60。